# Віктор Кац
Ві́ктор Ка́ц (англ. Victor Kac; нар. 19 грудня 1943, Бугуруслан) — радянський і американський математик, професор Массачусетського технологічного інституту. Відомий своїми роботами з теорії представлень, комбінаторики та математичної фізики. Незалежно від Роберта Муді ввів новий клас алгебр Лі (алгебри Каца — Муді), а також застосував до них формулу Вейля (Вейля — Каца) для доведення справедливості тотожностей Макдональда в цьому випадку. Крім того, він класифікував скінченновимірні прості супералгебри Лі та запропонував детермінантну формулу для алгебри Вірасоро.

## Біографія
Віктор Кац народився в 1943 році в Бугуруслані (Оренбурзька область, РРФСР, СРСР), куди були евакуйовані його батьки з Кишинева на початку німецько-радянської війни. Після війни родина повернулася до Кишинева, де Віктор закінчив середню школу.
У 1965 році Віктор Кац закінчив Московський університет, потім — аспірантуру під керівництвом Ернеста Вінберга; в 1968 році він захистив кандидатську дисертацію на тему «Прості незвідні градуйовані алгебри Лі скінченного росту». До 1976 року працював у Московському інституті електронного машинобудування, потім він залишив Радянський Союз і оселився в Бостоні. В 1977 році почав викладати в Массачусетському технологічному інституті, в 1978 році став доцентом, а в 1981 році — професором математичного відділення МІТ.
В 1981 році Віктор Кац отримав премію Альфреда Слоана (Sloan Fellowship), в 1986 році — премію Ґуґґенхайма (Guggenheim Fellowship), а в 1994 році був нагороджений медаллю Вігнера. З 1998 року він є почесним членом Московського математичного товариства, з 2007 року — дійсним членом Американської академії мистецтв і наук.
Віктор Кац має двох братів:
- Борис Кац (англ. Boris Katz) — американський математик, професор Массачусетського технологічного інституту;
- Михаїл Кац (англ. Mikhail Katz) — ізраїльський математик, випускник Гарвардського й Колумбійського університетів, професор Університету імені Бар-Ілана[9].

## Наукові праці
- Кац В. Бесконечномерные алгебры Ли = Infinite-Dimensional Lie Algebras. — М. : Мир, 1993. — 432 с.
- Кац В. Г. Вертексные алгебры для начинающих = Vertex Algebras for Beginners. — М. : МЦНМО, 2005. — 200 с.
- Кац В. Г., Чен П. Квантовый анализ = Quantum calculus. — М. : МЦНМО, 2005. — 128 с.

## Виноски
1. 1 2  Чеська національна авторитетна база даних
2. 1 2 3 4 5 6 7 8 9 10 11 12 13 14 15  Математичний генеалогічний проєкт — 1997.
3. ↑  https://www.amacad.org/person/victor-kac
4. ↑  http://www.ams.org/fellows_by_year.cgi?year=2013
5. ↑  http://www.ams.org/news?news_id=1680
6. ↑  https://www.lincei.it/it/content/kac-victor
7. ↑  Кац В. Г. Простые неприводимые градуированные алгебры Ли конечного роста // Изв. АН СССР. Сер. матем. — 1968. — Т. 32, вип. 6. — С. 1323–1367.
8. ↑  Про нагородження Віктора Каца медаллю Вігнера (PDF). Архів оригіналу (PDF) за 12 лютого 2015. Процитовано 9 листопада 2012.
9. ↑  Домашня сторінка Михаїла Каца. Архів оригіналу за 6 квітня 2008. Процитовано 9 листопада 2012.